# Charles Maurice
Charles Maurice (Agen, Òlt i Garona, 29 de maig de 1805 - Hamburg, 27 de gener de 1896) fou un director teatral conegut pel malnom de Cheri, i era oncle del compositor Alphonse Maurice.
Havent representat amb èxit en la seva joventut en un teatre d'aficionats, fou director d'un teatre a Hamburg que, havent-se cremat, donà origen a un nou local anomenat Talía, que abandonà de 1847a 1854 per encarregar-se de la direcció del teatre Municipal, primer amb Boison i després amb Wurda, prenent novament la direcció del teatre Talía, que assolí ser pel seu excel·lent conjunt un establiment un model en el seu gènere, cercat per tots els grans talents dramàtics. D'allà en sortiren els Gassmann, Seebach, Wolter i Davison per entrar en el teatre de la ciutat de Viena.
El maig de 1885 Maurice es retirà de la vida teatral, deixant la absoluta direcció al seu fill, fins aleshores co-director, Gustau (1836-23 d'octubre de 1893). A la mort de Gustau, Charles tornà a encarregar-se de la direcció fins l'1 de juny de 1894.